# Enju Todorov
Enju Dinev Todorov (in bulgaro Еню Динев Тодоров?; Aprilovo, 22 febbraio 1943 – Sofia, 26 maggio 2022) è stato un lottatore bulgaro, specializzato nella lotta libera.

## Palmarès

### Olimpiadi
- 1 medaglia:
  - 1 argento (Città del Messico 1968 nei -63 kg)

### Mondiali
- 3 medaglie:
  - 2 ori (Sofia 1969 nei -62 kg; Berlino 1970 nei -62 kg)
  - 1 argento (Karlsruhe 1966 nei -62 kg)